# لانگکواید
لانگکواید (به آلمانی: Langquaid) یک شهر در آلمان است که در بایرن واقع شده‌است.

## خصوصیات
لانگکواید ۵۶٫۶۳ کیلومترمربع مساحت دارد ۳۸۹ متر بالاتر از سطح دریا واقع شده‌است.